# 比佐昌平

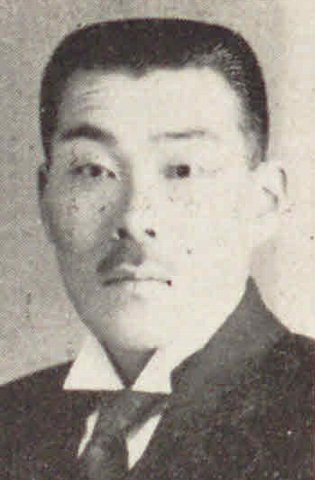
比佐昌平

比佐 昌平（ひさ しょうへい、1884年（明治17年）3月3日 - 1941年（昭和16年）11月23日）は、日本の衆議院議員（憲政会→立憲民政党）。

## 経歴
福島県石城郡湯本村（常磐市を経て、現在のいわき市）出身。早稲田大学政治経済科卒業。
1924年（大正13年）の第15回衆議院議員総選挙に出馬。対立候補は星製薬社長の星一（立憲政友会）であったが、「薬は星、政治は比佐」のキャッチフレーズで勝利を収めた。
以後、当選回数は6回を数え、第2次若槻内閣と第1次近衛内閣で陸軍参与官を務めた。
1941年（昭和16年）現職のまま死去。戦後、『公職追放に関する覚書該当者名簿』に公職追放者として掲載された（追放理由は「陸軍政務官」）。